# Еціо Склаві
Еціо Склаві (італ. Ezio Sclavi, 23 березня 1903, Монту-Беккарія — 31 серпня 1968, Таджа) — італійський футболіст, що грав на позиції воротаря. По завершенні ігрової кар'єри — тренер.
Виступав, зокрема, за клуб «Лаціо», а також національну збірну Італії.
Чемпіон Італії в складі «Ювентуса».

## Клубна кар'єра
У дорослому футболі дебютував 1922 року виступами за команду «Страделліна», в якій провів один сезон.
Згодом з 1923 по 1925 рік грав у складі команди «Лаціо». Через рік перейшов у «Ювентус» з яким виборов титул чемпіона Італії. Щоправда, Склаві був лише дублером Джанп'єро Комбі, зігравши чотири товариських матчі і лише один матч в чемпіонаті. До того ж, у цьому єдиному матчі проти «Реджани» Еціо зіграв не на позиції воротаря, а у півзахисті.
Хоча «Ювентус» пропонував йому контракт як півзахиснику, Склаві повернувся в «Лаціо» 1926 року. Відіграв за «біло-блакитних» наступні вісім сезонів своєї ігрової кар'єри, будучи основним воротарем команди. Став у команді одним з улюбленців серед уболівальників, які шанували його за мужність і відданість команді. Прикладом цієї відданості може служити матч проти «Алессандірії» 10 травня 1931 року, коли Склаві після зіткнення з суперником знепритомнів, але повернувся у гру з перебинтованим вухом, потім отримав сильний удар в обличчя, але знову повернувся на поле з перебинтованою головою, не бажаючи залишати свою команду в меншості. 
В 1931 році ненадовго повернувся в «Ювентус», щоб зіграти в складі клубу в Кубку Мітропи, за відсутності Джанп'єро Комбі. «Ювентус» зустрічався в 1/4 фіналу з чеською «Спартою». В першій грі Склаві парирував удар Брена з пенальті за рахунку 1:1. Команди обмінялись мінімальними домашніми перемогами (2:1 в Турині і 0:1 в Празі), тому долю матчу вирішив додатковий матч у Відні, що приніс перемогу празькій команді з рахунком 2:3.
В сезоні 1933/34 Склаві переніс дві операції на меніску. Після завершення сезону «Лаціо» відпустив його в команду АК «Мессіна», за яку він виступав протягом 1934—1935 років.

## Виступи за збірну
1932 року дебютував в офіційних матчах у складі національної збірної Італії. Провів у її формі 2 матчі.

## Кар'єра тренера
Розпочав тренерську кар'єру відразу ж по завершенні кар'єри гравця, 1935 року, очоливши тренерський штаб клубу АК «Мессіна».
Після цього пішов добровольцем на Ефіопську війну, після завершення якої тренував різні місцеві команди. Виграв три поспіль чемпіонських титули з однією з команд у ролі тренера/нападника. 
Після тривалої перерви повернувся в Італію. Недовго очолював команду «Вітербезе», а пізніше працював з молодіжною командою в цьому клубі. 
Досягнув певних успіхів як художник. Помер 31 серпня 1968 року на 66-му році життя у місті Таджа. 
| Дата      | Місто   | Господарі | Результат | Гості     | Турнір                   | Голи | Примітки |
| --------- | ------- | --------- | --------- | --------- | ------------------------ | ---- | -------- |
| 14-2-1932 | Неаполь | Італія    | 3 – 0     | Швейцарія | Кубок Центральної Європи | -    |          |
| 20-3-1932 | Відень  | Австрія   | 2 – 1     | Італія    | Кубок Центральної Європи | -2   |          |
| Усього    |         | Матчів    | 2         |           | Голів                    | -2   |          |

### Статистика виступів у кубку Мітропи
| №                      | Розіграш               | Стадія                 | Дата та місце проведення | Команда 1              | Рахунок | Команда 2      | Голи та інші дії      |
| ---------------------- | ---------------------- | ---------------------- | ------------------------ | ---------------------- | ------- | -------------- | --------------------- |
| 1                      | 1931                   | 1/4                    | 12.07.1931, Турин        | Ювентус                | 2:1     | Спарта (Прага) | 35' відбитий пенальті |
| 2                      | 1931                   | 1/4                    | 22.07.1931, Прага        | Спарта (Прага)         | 1:0     | Ювентус        |                       |
| 3                      | 1931                   | 1/4 перегр.            | 2.09.1931, Відень        | Спарта (Прага)         | 3:2     | Ювентус        |                       |
| Всього у кубку Мітропи | Всього у кубку Мітропи | Всього у кубку Мітропи | Всього у кубку Мітропи   | Всього у кубку Мітропи | 3       |                | -4                    |

## Титули і досягнення
- Чемпіон Італії (1):

«Ювентус»: 1925-1926